# Arotxa

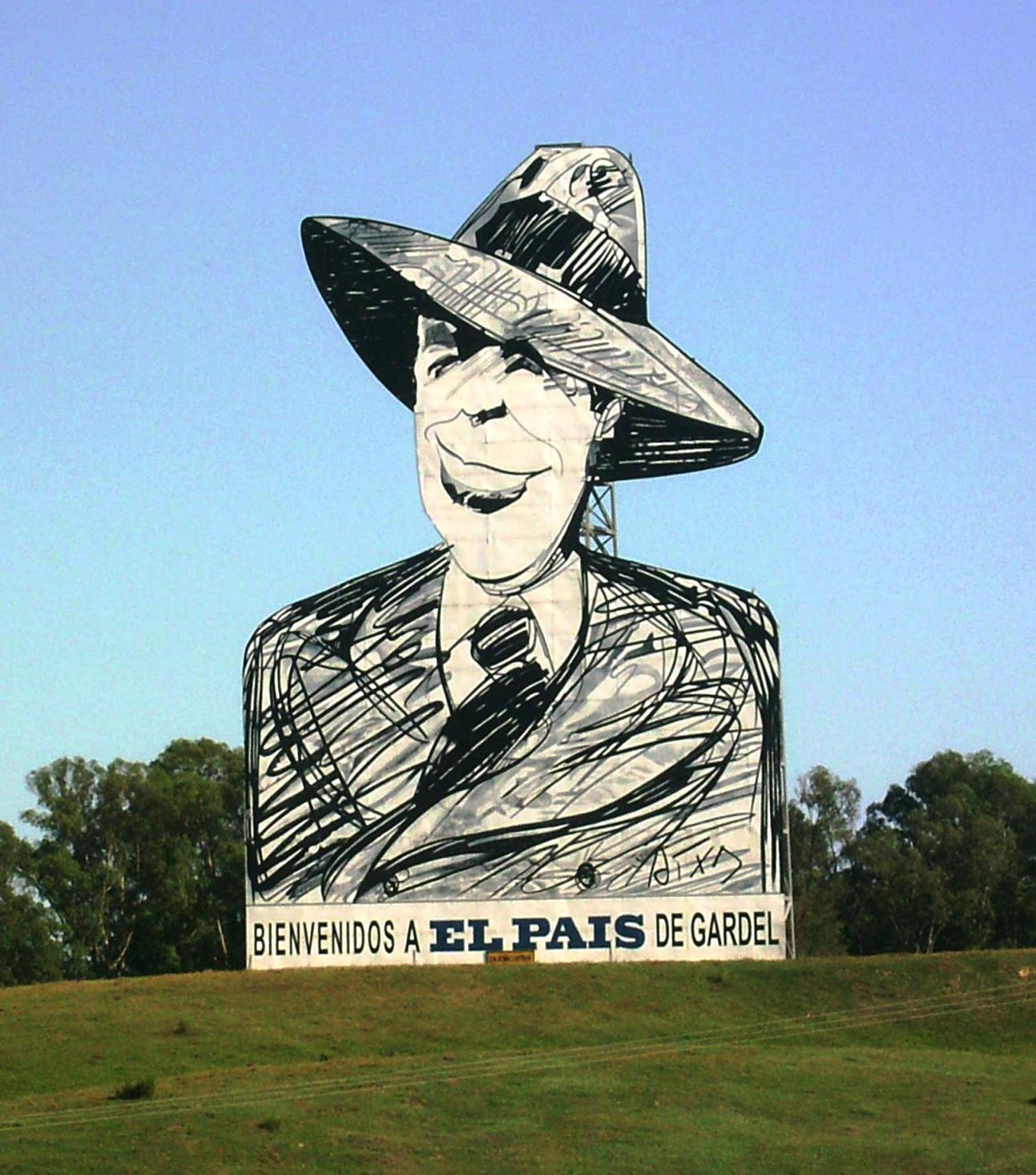
„Gardelazo“ auf der Zufahrt nach Tacuarembó

Rodolfo Arotxarena (* 7. September 1958 in Montevideo), bekannt unter seiner Signatur Arotxa, ist ein uruguayischer Zeichner und Karikaturist.
Je nach Quellenlage 1975 oder 1976 begann er als Zeichner bei der Zeitung El País in Montevideo. Seitdem arbeitet er als Karikaturist und ist vor allem für seine oft stechenden politischen Cartoons bekannt. Er hat zahlreiche uruguayische und internationale Persönlichkeiten gezeichnet. Auch für die Zeitungen Mundocolor, Noticias, Correo de los Viernes und Búsqueda war er tätig. 1979 erhielt er, gemeinsam mit anderen lateinamerikanischen Zeichnern, eine Einladung in die Bundesrepublik Deutschland.
1983 reiste er in die USA, wo er seine Werke in diversen Zeitungen Minnesotas veröffentlichte, Teil des Programms Partners of the America war und Mitglied des New Yorker Cartoonist and Writers Sindicate wurde.
Seine größte Karikatur ist der 26 Meter hohe zu Ehren des Tango-Sängers Carlos Gardel erstellte „Gardelazo“ auf der Zufahrt nach Tacuarembó.
Arotxa hat auch als Maler auf sich aufmerksam gemacht und seine mit Öl gemalte Serie „Caudillos“ fand weiten Beifall.
Seit 1977 hat er sowohl national als auch international diverse Ausstellungen durchgeführt. Auch an der von der Intendencia Municipal von Montevideo organisierten Gemeinschaftsausstellung zu Ehren Carlos Gardels nahm er 1995 teil.

## Veröffentlichungen (Auszug)
- 1985: In memoriam
- 1994: Candombe de San Felipe y Santiago

## Ausstellungen (Auszug)
- 1977: Alianza Cultural Uruguay - Estados Unidos, Montevideo
- Lo que el viento se llevó…y lo que trajo, Montevideo
- 1992: Ausstellungen in Ungarn und der Tschechoslowakei
- 1993: Ausstellungen in Bulgarien und den USA
- 1995: La comparsa, Uruguay
- 1996: Candombe elejido, Uruguay
- 2001: Caudillos, Uruguay (Eröffnung am 25. August 2001 in der Kirche San Pedro de Durazno)
- 2002: Caudillos, Montevideo